# Юстиниан I
Юстиниан I Велики (на латински: Iustinianus I) е император на Източната римска империя (Византия) от 1 април 527 до 11 ноември 565 г.
С управлението на Юстиниан започва трансформацията на късноантичната Източна римска империя в ранносредновековна Византия. За последен път римски император се опитва да подчини цялото Средиземноморие. Подобно на Октавиан Август пет века по-рано, Юстиниан променя държава, религия и общество из основи. Също като Август, Юстиниан е способен и далновиден император. Благодарение на добрия подбор на съветници и военачалници, императорът успява да съсредоточи еднакви сили както във вътрешно, така и във външнополитически план.

## Произход
Флавий Петър Сабатий е роден през 482 г. в градчето Таврезиум (тогава в Преторианска префектура Илирик, днес край Ниш, Сърбия). Имайки латински език за роден (вероятно последния такъв римски император), той произлиза от селско семейство с илиро-римски или трако-римски произход. В някои късни християнски жития Юстиниан е назован с името Управда. Името Юстиниан получава след осиновяването му от чичо му Юстин. Тази част на Балканите остава дълго време тясно свързана с римската култура и мнозинството от населението говори латински. Много от значимите императори от предишните 2 столетия произхождат именно от тези провинции.
Поради влиянието на латинската културна среда идеята за възраждането на единната Римска империя в предишните ѝ граници е особено жива – мечта, към която Юстиниан ще се стреми по време на цялото си управление.

## Кариера и възкачване
Благодарение на чичо си, Юстиниан е назначен на служба в императорския двор. Но вместо да започне кариера в армията, той остава в Константинопол и успешно наваксва пропуските в образованието си. При смъртта на император Анастасий през 518 г. Юстиниан е вече интегриран във висшите кръгове на обществото и е един от възможните кандидати за трона. Той обаче доброволно се отказва от него в полза на чичо си Юстин. Тъй като същият е на 70 години, Юстиниан е в изгодната позиция непосредствено да черпи опит в държавните дела и същевременно да подготви собственото си управление. Юстин I има пълно доверие в племенника си. Той не само го осиновява, но и му дава поста на висш главнокомандващ (magister militum) и консул.
През 525 г. Юстиниан се жени за Теодора, която е от скромно потекло и след ранната смърт на баща си работи като танцьорка. По нейно настояване важащите от времето на Август брачни закони са променени. Според тях брак между танцьорка и сенатор би бил невъзможен. Въпреки това във висшите кръгове Теодора е презирана заради низшия си произход. Като силна личност Теодора не се влияе от никого и влиза в историята като умен и енергичен съветник на мъжа си.
През 527 г., 4 месеца преди смъртта си, тежко болният Юстин I обявява племенника си за престолонаследник (augustus). След безпроблемното заемане на трона Юстиниан се съсредоточава върху своята голяма цел – завоюването на загубената западна част на империята, както и рекодификацията на законите, и двете под единна християнска религиозна формула.

## Войни и управление
В началото на управлението си Юстиниан наследява започналия през 526 г. конфликт (Персийско-византийска война 526-532) срещу Сасанидска Персия на източната граница. Войната се води главно за контрола на Иверия (днес в Източна Грузия), където преобладава християнството. Сасанидският шах завладява грузинското царство, опитвайки се да наложи там зороастрийската религия. Това води до серия от битки с променлив резултат между ромеите и персите в Горна Месопотамия. След победата на военачалника Велизарий срещу персите при Дара 530 г. и последвалото византийско поражение при Калиник (531 г.), е сключен т.нар. „Вечен мир“, който струва на империята 11 хил. паунда злато и продължава в следващите 10 години. В замяна на мира императорът се отказва от намесата си в Кавказ и се задължава да плаща годишен данък на персийския владетел. Юстиниан след това насочва стремежите си на запад, където смята да възстанови изгубените провинции на Римската империя.

### Въстанието „Ника“
Преди да започне с амбициозния си план, императорът изведнъж се изправя срещу една заплаха на трона си – въстанието Ника. През 532 г. префектът на Константинопол с помощта на войници разпръсква сбирки на Сините и Зелените – враждуващи агитки на почитателите на състезанията с колесници. В резултат двете групи се съюзяват и избухва въстание, което бързо обхваща целия град. Скоро към него се присъединяват недоволни граждани от висшите слоеве. В много квартали въстаниците, чийто боен вик е „Ника“ (гр. Ника = „победа“), предизвикват пожари. Исканията им са Юстиниан да смени градския префект и префекта на преторианците.
За да избегне ескалация на конфликта, Юстиниан се съгласява, което се приема от бунтовниците като знак на слабост. Те провъзгласяват един от племенниците на Анастасий – Ипатий, за император. Юстиниан вече мисли за бягство, но Теодора успява да го разубеди. Случайно в града пристигат двамата военачалници Мунд и Велизарий с известен брой войници. С тази неочаквана помощ въстанието е потушено брутално. В тези събития близо 30 хил. души намират смъртта си.
След убийството на Ипатий в църквата Света Неделя, заповядва на градския префект Теодот Тиквеника да разследва случая. В резултат на разследването част от виновниците са заловени и наказани. Но тогава Юстиниан решава да обвини Теодот в отровителство и магьосничество. Изтръгва с изтезания самопризнания от приближените му и на тяхно основание и поради застъпничеството на квестора Прокъл избягва смъртното наказание и е заточен в Ерусалим въпреки невинността си. До края на живота си се крие от убийците на Юстиниан в манастир.

### Война с вандалите
Веднага след потушаването на въстанието Юстиниан се съсредоточава първо към завладяването на Кралството на вандалите в Северна Африка. Въпреки предупрежденията на военачалниците, че логистичните проблеми за едно такова начинание са твърде големи, имперският съвет взима решение за покоряването на Вандалското кралство. Влияние оказва също и църквата, която се надява да върне тамошното население към православната вяра.
Повод за обявяване на война Юстиниан получава, когато близкият на Константинопол крал Хилдерик е свален от трона и заедно със семейството си е хвърлен в тъмница. За крал е обявен Гелимер. Императорът изисква освобождаването на Хилдерих. Докато се обменят писма между Константинопол и Картаген, Юстиниан се подготвя за война. Сключен е мир с персите, а Сардиния и Киренайка с византийска поддръжка се отделят от Вандалското кралство. За главнокомандващ на похода е обявен най-способният военачалник на Юстиниан, Велизарий.
През 533 г. войната избухва. 15-хилядна имперска армия дебаркира в днешен Тунис под командването на Велизарий. Резултатите надминават и най-оптимистичните очаквания. За по-малко от година кралството на вандалите е унищожено, превзет е Картаген и са възстановени старите римски провинции по крайбрежието до Гибралтар. Опасността от вандалите, с тяхната страховита бойна флота, заплашваща цялото Средиземноморие, е отстранена завинаги.

### Война с готите
Завладяването на Северна Африка е първата крачка към възстановяването на старите територии. Скоро настъпва удобен момент за връщането на владяната от остготите Италия в пределите на империята. Повод за военна намеса са, както и при вандалите, борби за трона. След смъртта на Теодорих Велики през 526 г. дъщеря му Амалсунте се жени за Теодахад, неин братовчед, който през 534 г. е обявен за крал. Тъй като Амалсунте е провизантийски ориентирана, мъжът ѝ скоро се съюзява с опозиционни сили и Амалсунте първо е хвърлена в затвора, а през 535 г. е убита.

Преди да бъде свалена от трона, кралицата е сключила тайно споразумение с Юстиниан. В случай на преврат Амалсунте трябвало да получи убежище във Византия, а Юстиниан в замяна да получи контрол над цяла Италия. Когато научава за смъртта на кралицата, Юстиниан не се колебае дълго. Далмация и Сицилия, дотогава под управлението на остготите, набързо са анексирани. Поставен под военен натиск, Теодахат се съгласява на преговори. Юстиниан, съзнавайки слабите позиции на остготския крал, поставя тежки условия за мир, докато на Теодахат му остават да избира само между две възможности: пълно подчинение на Византия или война. Както и Юстиниан очаква, Теодахат не се съгласява на мир. В Италия е изпратена войска отново под командването на Велизарий. Без голяма съпротива Южна и Централна Италия са завладени. През това време Теодахат е свален от готите и екзекутиран, а за крал е обявен Витигис. Под неговото водачество съпротивата се усилва и настъплението на византийските войски е спряно. Остготите влизат през 539 г. в преговори с персите, които от своя страна нарушават мирния договор с Византия и нападат източните граници на империята, като през 540 г. дори опустошават Антиохия.
За да избегнат окончателен разгром, остготите предлагат на Велизарий да се обяви за император на Западен Рим. Велизарий действа ловко и привидно приема. Остготите му предават Равена и други важни крепости. Пълководецът обаче се оказва напълно лоялен към императора си и когато е изпратен през 540 г. на Изток да води война с персите, със себе си отвежда и пленения крал Витигис, множество остготски аристократи, както и цялата кралска хазна. Измамените остготи избират за крал Тотила през 540 г. Понеже повечето от византийските войски са на Изток във война с персите, Тотила предприема контранастъпление и успява само за няколко години да възвърне почти цяла Италия под готска власт. Велизарий е върнат в Италия през 544 г., но с малко на брой войска и войната се проточва неимоверно. Град Рим още три пъти преминава от едни ръце в други и остава почти без население.
През 548 г. начело на войските в Италия е изпратен Нарсес, а Велизарий получава задачата да защитава доколкото може източните граници срещу персите. 35 хил. войници са прехвърлени в Италия и Нарсес успява на два пъти през 552 г. да нанесе тежки поражения на остготите, при които са убити водачът им Тотила и неговият наследник Тея. Ромеите напредват на север и превземат Равена, потушавайки в следващите няколко години последните огнища на съпротива. През 554 г. франките преминават Алпите и нападат Северна Италия, преди да бъдат отблъснати от Нарсес. Италия е окончателно завладяна едва през 561 г.
В края на дълго проточилите се войни с Остготската държава, византийците най-после успяват да покорят цяла Италия, макар че след отминалия жесток конфликт това била една напълно обезлюдена провинция с полу-разрушени градове.

### Испания и Балканите
Още докато Нарзес води война с остготите, в управляваната от вестготите Испания избухват размирици. Тронът на крал Агила I е заплашен от узурпатора Атанагилд, който се обръща за помощ към Константинопол. Юстиниан праща войска под командването на Либерий, италийски аристократ. Градовете Картаго Нова, Кордоба и Малака бързо са завладени. Вестготската аристокрация обаче осъзнава опасността да сподели съдбата на остготите. Кралят е свален и на негово място се възкачва Атанагилд, който изпълнил вече целта си, организира съпротивата срещу византийците и настъплението им бързо е спряно.
Балканите остават проблем за империята през цялото управление на Юстиниан. Балканските гарнизони са оголени, за да има войници за западните кампании. Често хуни и прабългари опустошават Тракия, а изградената система от крепости не успява да ги спре ефективно. През 559 г. голямо нападение на прабългарите кутригури, водени от Заберган, принуждава император Юстиниан отново да потърси помощта на оттеглилия се Велизарий. Войската на нашествениците е отблъсната след тежки боеве близо до столицата. Около 560 г. славяните започват да се заселват трайно на Балканите. „Славянското заселване на Балканите“, пише Питър Браун, „е пряка последица от западните амбиции на Юстиниан“.

### Източната граница
Постоянна заплаха за Византия остава Сасанидска Персия. Конфликтът с нея е още от времето на Юстин I. Бойните действия се водят с променлив успех за Византия от Кавказ до Месопотамия. През 532 г. Юстиниан успява да сключи „Вечен мир“ с шах Хосрой I с цената на високи парични вноски. Мирът му е нужен, за да осъществи завоеванията си на Запад, сравнително малката византийска армия е неспособна на война на два фронта.
Страхувайки се, че Византия ще стане прекалено могъща след успешните войни на Запад, персите нарушават мира през 540 г., атакувайки Северна Месопотамия, Сирия и Армения. Поради стремежа на персите за излаз на Черно море, войната се води особено ожесточено за Колхида. Византийската армия е отслабена от чумната епидемия и от войните на запад срещу готите. Частични примирия са установени през 545, 551 и 557 г., но военните действия в Кавказ продължават. Мир се сключва едва през 561 г. Византия не губи никакви територии, независимостта на Лазика е запазена, но империята трябва ежегодно да плаща на персите 30 хил. номизми във вид на данък.
Засиленият натиск срещу самаряните в Палестина предизвиква през 529 г. въстание, оглавено от Юлиан Цабар, което е потушено през 531 г. с помощта на арабите Гасаниди. Към края на управлението на Юстиниан, в 555/556 г., в Палестина избухва второ въстание на самаряните, което бива потушено чак през 572 година.

## Вътрешна политика
Дългото управление на Юстиниан е белязано от множество затруднения в икономическото състояние на империята. Това се дължи най-вече на напрегната външна политика, изискваща големи разходи на ресурси и ангажиране на населението с увеличени данъци и рекрути. Своето неблагоприятно влияние оказват също и опустошенията, нанесени от варварски нашествия, въстанията, поредицата от природни бедствия и най-вече голямата чумна епидемия 541/542 г., засегнала широки слоеве на населението, включително и самия император, който едва оцелява. Епидемията затихва или се засилва, продължавайки близо 20 години, почти до края на Юстиниановото управление. Днешни изследователи изчисляват загубата от пандемията на ок. 40 до 60% от жителите на Константинопол. Със загубата на толкова много работна сила и данъкоплатци приключва периодът на икономически просперитет за империята.

През 526 и 528 г. големият град Антиохия в Сирия е разрушен от земетресение и разграбен от персите, след което никога не възстановява предишното си икономическо значение. През 542 г. и в 557 г., в разгара на чумната епидемия, Константинопол също е разтърсен от земетресение, което частично срива още незавършения храм Света София.
При Юстиниан I византийците за пръв път започват да произвеждат коприна, преди това внасяна от Китай на високи цени.
Юстиниан се стреми да разгърне мащабна строителна дейност. Освен системата от укрепления на Балканите, по негово време е създаден известният храм Света София в Константинопол, забележително със своите размери архитектурно постижение, запазено до днес. През февруари 532 започва подготовката на строежа, а 5 години по-късно храмът е осветен.
Един от най-енергичните императори, Юстиниан I с право получава прозвището Велики, макар че е бил твърде непопулярен сред поданиците, в резултат на неговото авторитарно управление и свръхамбициозна политика, с която изтощава жизнения потенциал на империята. Известен е и като императорът, който никога не заспива. Изпълнява императорските си задължения до последния ден от живота си – 14 ноември 565 г., когато умира на 82 години. Източноправославната църква почита Юстиниан Велики като светец.

### Религия и закони
Юстиниан продължава политиката на предшественика си да се бори срещу ересите. Един от основните проблеми е отношенията между църква и държава. Юстиниан се меси постоянно в делата на църквата и организира преследвания и екзекуции на манихеи, еретици и езичници.
Въпреки че вече са изминали повече от 200 години от указа на Константин Велики, с който християнството се обявява за държавна религия, в империята все още има поддръжници на езическите култове. През 529 г. със закон се нарежда покръстването на всички езичници, в случай че се противят, се отнема имуществото им и се изпращат на заточение. В същата година се закрива и Академията в Атина. Видни граждани, обвинени в практикуване на езически култове, дори биват екзекутирани. По времето на Юстиниан е отменена консулската длъжност.
Успешните войни на Запад довеждат до изкореняването на арианството. Основният проблем в църквата остава обаче въпроса с природата на Иисус. Ученията за единствената и двойствена природа на Иисус, които доминират във Византия, са несъвместими. Конфликтът разделя дълбоко обществото. Пример за това е самият Юстиниан, който е привърженик на учението за двойствената природа на Иисус, съпругата му Теодора от друга страна подкрепя монофизитизма. Опитите на императора да намери компромис между двата враждуващи лагера не носят успех. Противоречията между монофизитските църкви на Сирия и Египет, от една страна, и римската и византийска църква, от друга, се засилват.
Едно от най-важните постижения на Юстиниан във вътрешнополитически план е кодифицирането на римското право през 534 г. в Corpus Iuris Civilis. През 529 г. е издаден „Кодекс Юстинианус“, в който са обобщени Кодекс Хермодинианус, Кодекс Грегорианус и Кодекс Теодосианус, а през 533 г. са издадени т.нар. Пандекти, предназначени за ежедневна употреба от юристите. Макар в миналото законите да са в сила и в двете части на империята, чрез различните императори постепенно се образува джунгла от закони. Законите биват синхронизирани. Юстиниан създава в Константинопол и Бейрут училища за юристи.

### Законодателство
- Corpus juris civilis ((ru))
- Codex Justinianus ((ru))
- The Roman Law Library